# Jeremal
Jeremal is in de fictieve fantasyserie het Rad des Tijds, geschreven door Robert Jordan, een stadje in het noorden van Amadicia.
Jeremal is een stadje aan de voet van de Mistbergen. Het is bekend geworden als de plek waar het Amadiciaanse leger na de val van Amador aan de Seanchanen verzamelde. Koning Ailron en de Witmantels leverde slag tegen een Seanchaans leger.
Het Amadiciaanse leger werd in deze zogenaamde slag bij Jeremal uiteengeslagen, en koning Ailron werd gevangengenomen. Het betekende het einde van de zelfstandigheid van Amadicia.